# 八重瀬岳
八重瀬岳（やえせだけ）は、沖縄県島尻郡八重瀬町に位置する、標高163メートルの山。
同町の最高峰で、町名の由来となった地で、北側は急崖をなす。沖縄戦では日本軍最後の防衛線が設定され、またアメリカ軍は八重瀬岳を「ビッグアップル (Big Apple)」と呼んだ。頂上に自衛隊基地が置かれ、中腹に整備された公園は桜の名所として知られる。

## 地理
沖縄本島南部、最高標高が163メートルの台地の北端にある。沖縄県島尻郡八重瀬町の中央に位置し、同町の最高峰であり、また町名の由来となった山である。もとは、東風平町の大字である「富盛（ともり）」と「世名城（よなぐすく）」に属していた。
八重瀬岳と西方の与座岳を含む一帯は石灰岩台地で、北にある断層により、北側は急崖、南側は緩やかな斜面をなす傾動地塊である。北方は平地が比較的広がり、南斜面に小丘状の石灰岩が並んでいる。地質は、新第三紀の泥岩を構成する島尻層を基盤とし、その上部に第四紀の琉球石灰岩が覆い、崖下に両層の不整合面が確認できる。
頂上部にマツが繁茂していたという。八重瀬岳付近より南方一帯は、沖縄戦跡国定公園に指定されている。

## 歴史
方言で「エージダキ」といい、『中山伝信録』には「八頭嶽」と記載され、『琉球国由来記』には「八重瀬嶽御イビ（四御前）」とある。また富盛には「上の五御嶽」と「下の三御嶽」が存在していたと伝わり、前者の御嶽は八重瀬岳の窪地にあったという。

### グスク時代から琉球王国時代

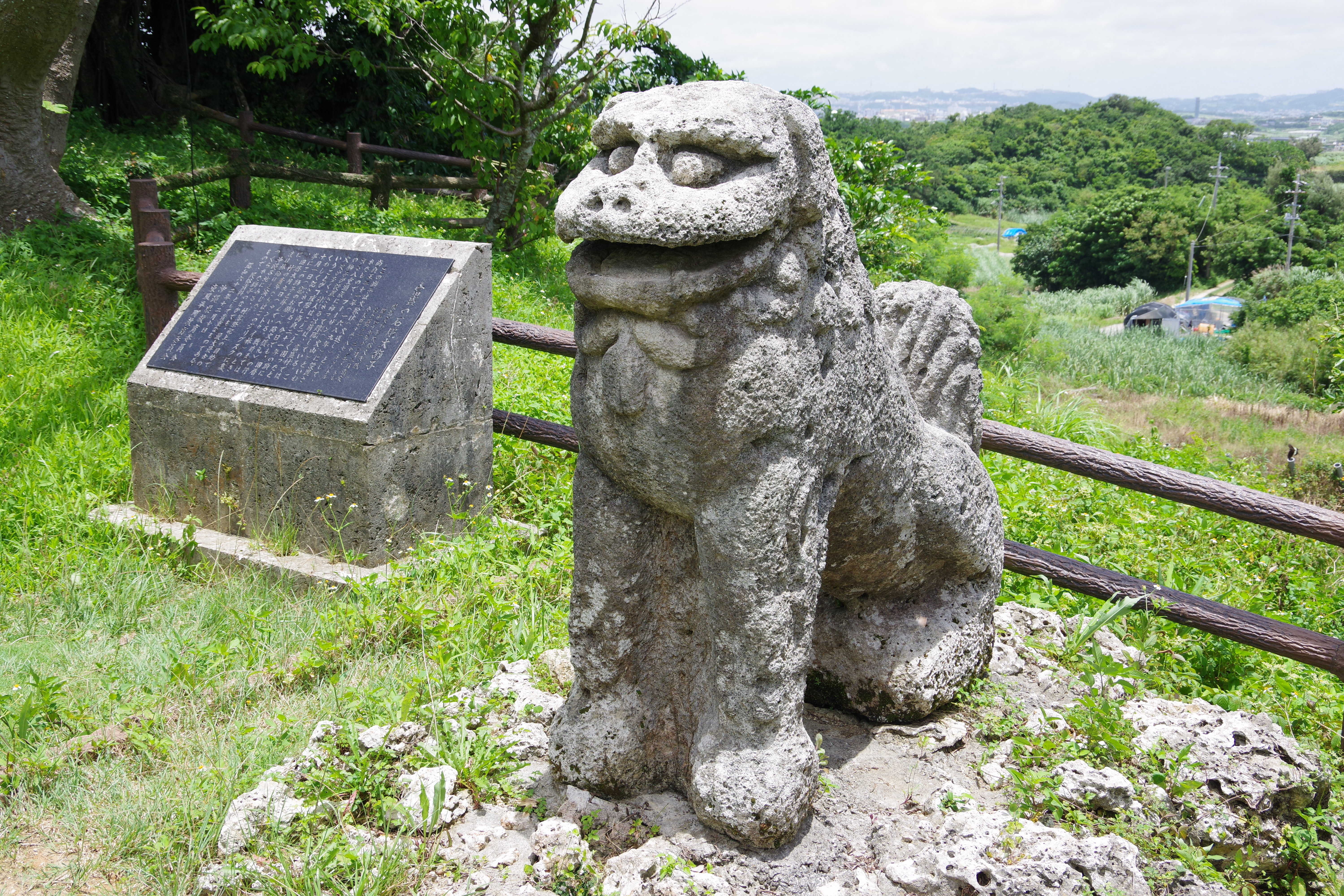
富盛の石彫大獅子。八重瀬岳に向かって設置されている。

八重瀬岳北側の中腹に「八重瀬グスク（富盛グスク）」があり、標高約110メートルに位置する。面積は約4,200平方メートルで、「本殿跡」、「蔵当（クラントー）」、「物見台跡」と呼ばれる場所がある。「本殿跡」の周囲をL字状に石垣が野面積みで築かれ、また「蔵当」は「本殿跡」より高所に存在し、岩山の「物見台跡」から東シナ海を遠望できる。1976年（昭和51年）の調査では、グスク入り口近くに門跡、「蔵当」に掘っ立て柱建物の跡が発見され、明時代の青磁や白磁、ほかに銀貨やガラス玉も出土した。グスク時代末期に東風平一円を支配した八重瀬按司の居城とされ、また汪英紫が築いたとも伝えられ、さらに第一尚氏・尚巴志の四男が八重瀬按司として居城していたといわれる。
「富盛の石彫大獅子」は、富盛集落の外れにあり、石製の獅子が八重瀬岳に向かって設置されている。『球陽』（尚貞王二一年条）によると、富盛では火災が多く発生し、久米村の風水師に見てもらうと、八重瀬岳は火をもたらすので、火返し（ヒーゲーシ）として獅子を八重瀬岳に向けて建たせるようにと告げた。村人は教えに従って置くと、火事は起きなくなったという。沖縄各地にも同じ目的で作製された獅子は存在するが、全長約1.8メートル、高さ約1.4メートル、1689年（康熙28年）に設置された当獅子は、現存するもので最大かつ最古である。1974年（昭和49年）12月2日に沖縄県指定文化財に指定された。
第二尚氏の尚育王は沖縄本島南部を巡視した際、八重瀬岳に登り、周囲を見渡せる景色を讃えた琉歌が以下に残されている。

### 第二次世界大戦

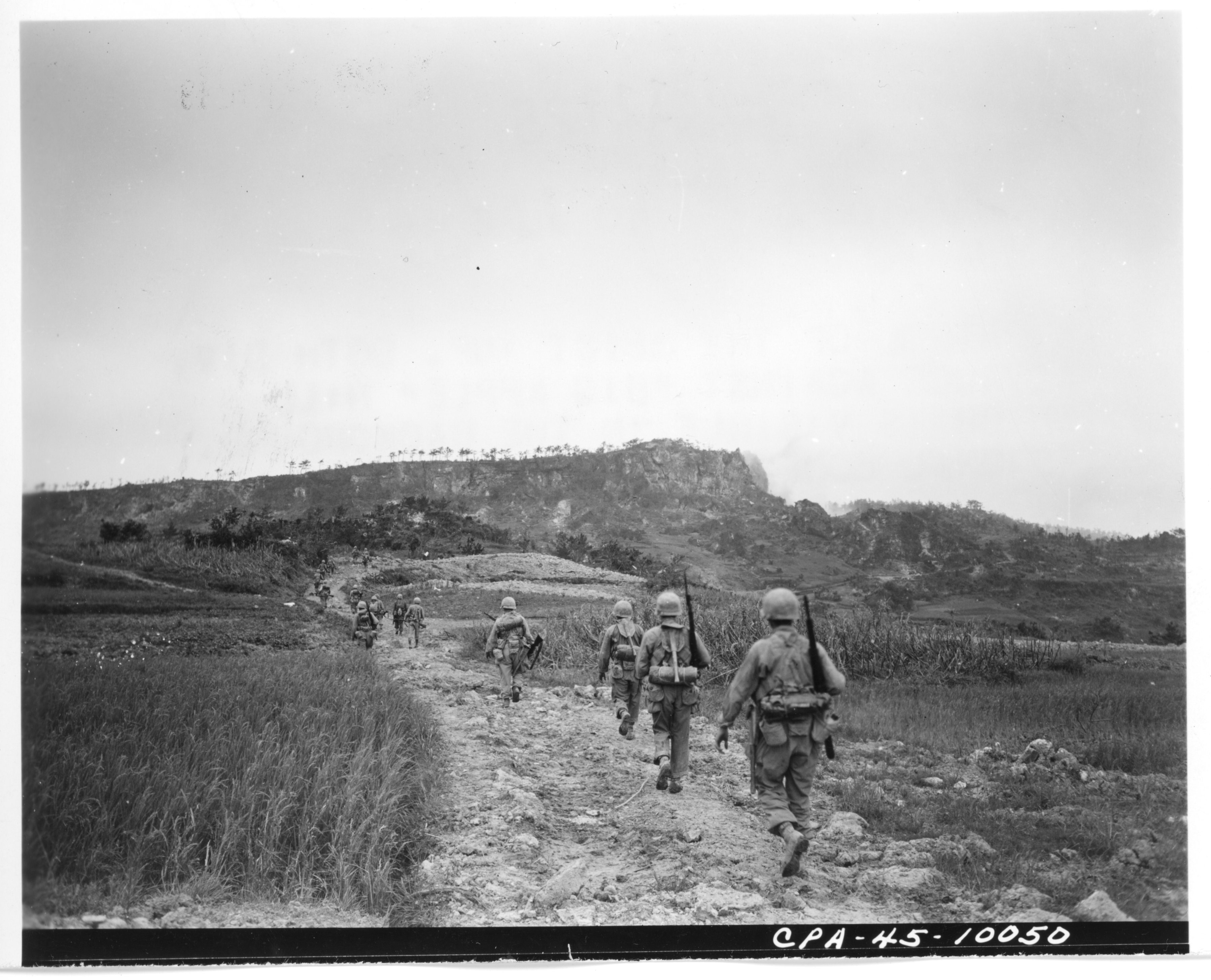
八重瀬岳へ進むアメリカ軍兵士（1945年6月10日）

1945年（昭和20年）の沖縄戦における戦闘では、首里から撤退した日本軍の最後の防衛線であった。八重瀬岳と与座岳の断崖は日本軍にとって防衛の要地であり、またアメリカ軍はそびえ立つ山容から「ビッグアップル (Big Apple)」と呼んだ。5月下旬、日本軍の第32軍は首里から本島南端の摩文仁に司令部を移転、6月上旬には防衛線を八重瀬岳を主に具志頭から国吉戦線まで築き、独立混成第44旅団が陣を構えていた。アメリカ軍の第24陸軍（英語版）は6月4日より攻撃陣地の確保を行い、戦闘ではある限りの火器が用意され、火炎放射戦車、自走砲、さらに57mmまたは75mm無反動砲も使用された。それに対し、独立混成第44旅団は様々な兵種の兵士で構成され、練度は低く、装備も不足していた。6月9日に攻撃が本格的に開始され、同月14日にアメリカ軍の第381歩兵連隊により八重瀬岳頂上が占領された。
八重瀬岳に所在した第24師団第一野戦病院に、沖縄県立第二高等女学校の従軍学徒看護隊（通称「白梅学徒隊」）が配属された。1945年（昭和20年）3月末までの看護教育期間が設けられていたが、3月23日にアメリカ軍が上陸を見据えた攻撃を開始したため、その日に動員され、当初は兵舎で患者の看護を行っていた。しかし、アメリカ軍の攻撃が激しくなり、八重瀬岳中腹を掘ってつくられた壕内に野戦病院が移転した。患者約500人が収容可能であったが、次第に負傷した兵士で満員となったため、分院が開設された。6月4日、戦況悪化により野戦病院の解散命令が告げられ、一部の学徒隊は後の糸満市国吉に移動し、当地の壕にある野戦病院で負傷兵の看護に従事した。除隊した9人を除く白梅学徒隊46人のうち、沖縄戦で17人が死亡した。

### 戦後
1955年（昭和30年）、アメリカ軍による八重瀬岳への軍用地接収に伴う測量実施の旨が、当時の東風平村へ通達された。御嶽や拝所が点在する八重瀬岳は富盛の住民にとって神聖な場所であり、接収に反対したが、1957年（昭和32年）に測量は完了、土地所有者に軍用地として占有することが通告された。
1973年（昭和48年）、国場組が八重瀬岳一帯にゴルフ場を建設するにあたって、東風平村との間で協定書を取り交わした。1981年（昭和56年）に八重瀬公園が完成した。
2005年（平成17年）2月7日、東風平町・具志頭村合併協議会は合併後の町名を、八重瀬岳にちなんだ「八重瀬町」と決定した。応募総数662点から選定されたが、理由として八重瀬岳は沖縄本島南部のシンボル的存在であり、また両町村にとって身近で、知名度が高いことが挙げられた。翌年の2006年（平成18年）1月1日に両町村は「八重瀬町」として合併した。
2018年（平成30年）現在、当地には自衛隊基地のほか、周辺に農地やゴルフ場が立地し、付近の道路は沖縄県道15号線と52号線に指定されている。

## 施設

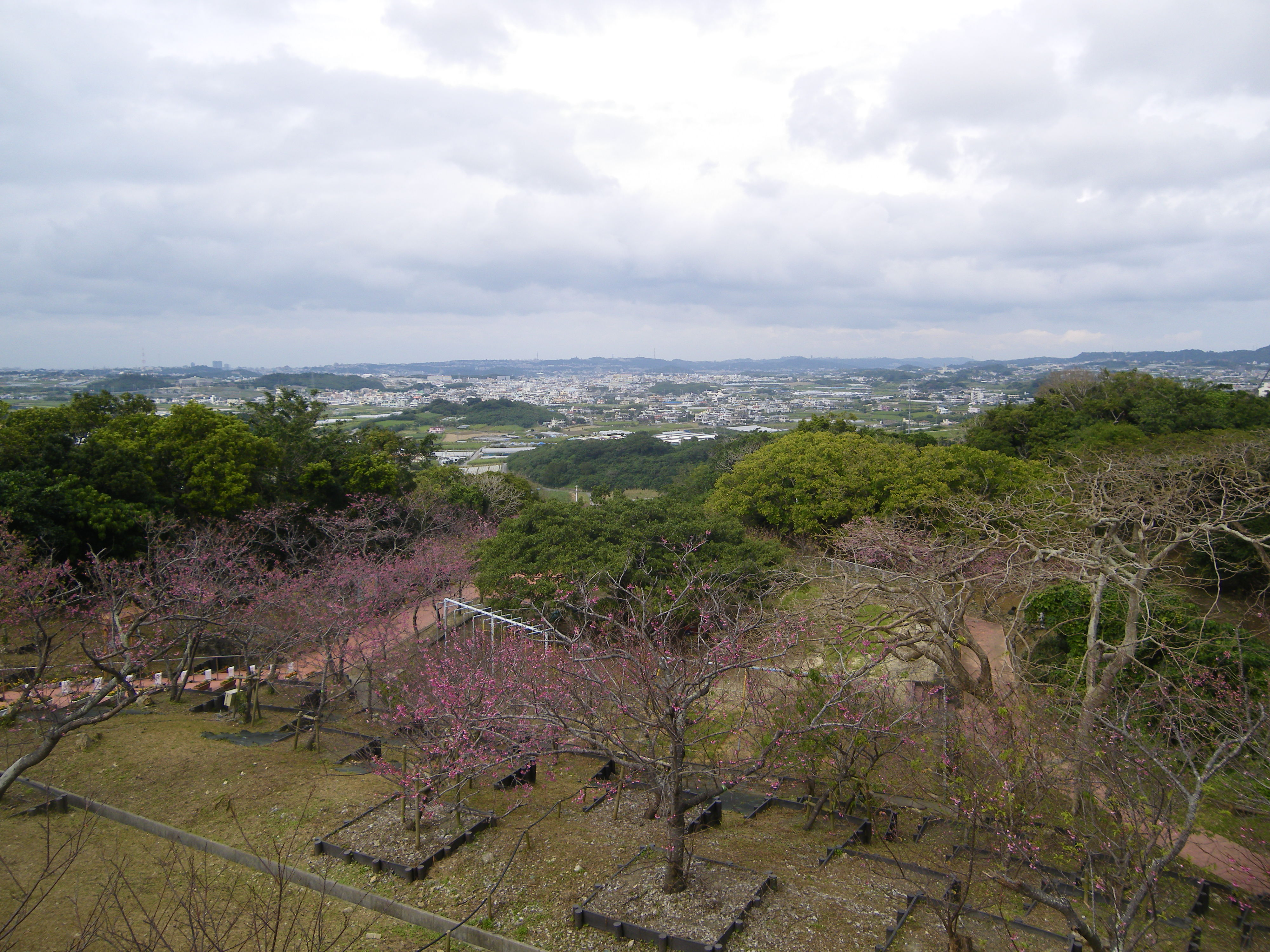
八重瀬公園

### 八重瀬公園
八重瀬岳北側の崖下に位置し、八重瀬グスクを公園として整備した。1978年（昭和53年）、公園整備に伴うグスクの発掘調査が先行され、1981年（昭和56年）に完成した。眺望はよく、首里まで望むことができる。約900本のカンヒザクラが植えられ、沖縄本島北部より1 - 2週間遅く開花する。「やえせ桜まつり」が毎年1月下旬から2月上旬にかけて開催され、本島南部の桜の名所となっている。

### 八重瀬分屯地
詳細は「八重瀬分屯地」を、かつて周辺に存在した米軍基地は「与座岳・八重瀬岳の米軍基地」を参照。
陸上自衛隊那覇駐屯地に属し、八重瀬岳頂上に位置する。アメリカ軍の「与座岳第2陸軍補助施設」として使用され、1973年（昭和48年）から翌年にかけて返還され、1973年（昭和48年）に「与座分屯地」として設置されたが、2006年（平成16年）に「八重瀬分屯地」に名称が変更された。付近には、同駐屯地の南与座高射教育訓練場があり、また航空自衛隊に所属する与座岳分屯基地の受信所が八重瀬岳に設けられている。